# Harqin-Banner

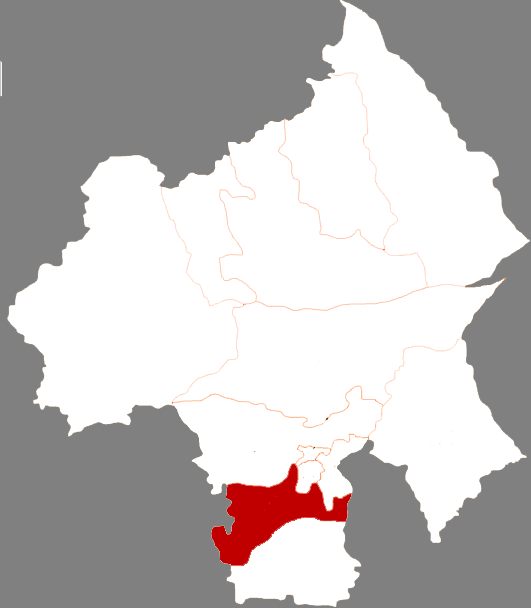
Lage des Harqin-Banners in Chifeng

Das Harqin-Banner (chinesisch 喀喇沁旗, Pinyin Kālāqìn Qí; mongolisch: ᠬᠠᠷᠠᠴᠢᠨ ᠬᠣᠰᠢᠭᠤ Qaračin qosiɣu) ist ein Banner der bezirksfreien Stadt Chifeng (mongol. Ulanhad) im Nordosten des Autonomen Gebiets Innere Mongolei der Volksrepublik China. Es hat eine Fläche von 3.071 km² und zählt 370.000 Einwohner. Sein Hauptort ist die Großgemeinde Jinshan (锦山镇).